# Fast forbindelse mellem Fyn og Als
|  | Denne artikel beskriver en fremtidig begivenhed Denne artikel eller sektion handler om planlagt eller forventet fremtidig begivenhed. Der kan forekomme spekulativ information, og indholdet kan ændres dramatisk når begivenheden nærmer sig og mere information bliver tilgængelig. |

Fast forbindelse mellem Fyn og Als er en foreslået bro eller tunnel-forbindelse  mellem Fynshav og Bøjden.
Forbindelsen er foreslået som 4-sporet eller 2+1-sporet motortrafikvej og skal være med til at binde Odense og Sønderborg bedre sammen og styrke erhvervslivet mellem disse to byer samt resten af Sydfyn.

## Linjeføring og forundersøgelser
Tidligere er der foreslået to linjeføringer af forbindelsen:
1. 2+1 sporet motortrafikvej, der forventes at gå nord om Fynshav og Bøjden og til nord for Faaborg.
2. Motorvej der forventes at gå fra Sønderborgmotorvejen og vil tilslutte Svendborgmotorvejen nord for Ringe

COWI har for Region Syddanmark lavet en undersøgelse af forbindelse mellem Als og Fyn. I undersøgelsen foreslås der, at en eventuel forbindelse mellem Als og Fyn skulle være en 2+1-sporet motortrafikvej, da en motortrafikvej vil være den billigste og bedste løsning i forhold til den samfundsmæssige forrentning. En motorvej på denne strækning vil være for dyr i forhold til den trafik, der forventes at passere broen.
Derudover forventes broen at blive en betalingsbro, hvor det vil koste ca. 75 kr. at køre over broen. 
Den 1. maj 2024 fortalte den tidligere transportminister Benny Engelbrecht fra Socialdemokraterne at en igangværende forundersøgelse af en foreslået bro eller tunnel-forbindelse mellem Fyn og Als muligvis vil blive en tunnel i stedet for en bro. Derudover kommer den muligvis ikke til at gå mellem Fynshav på Als og Bøjden på Fyn, men i stedet nord for Nørreskoven ved Svenstrup og til Assens, pga. for blød havbunds forhold ved den nuværende undersøgelses korridor. Derudover er der foreslået at der skal bygges en 4 sporet motortrafikvej mellem Bro ved Augustenborg og videre forbi Ketting, Guderup og til Svenstrup syd for Nordborg.
I december 2024 blev Vejdirektoratet færdig med en forundersøgelse af en fast forbindelse mellem Fyn og Als. I undersøgelsen anbefalede Vejdirektoratet at den bedste linjeføring vil være mellem Fynshav på Als og til den sydlige spids af Horneland på Fyn vest for Faaborg. Forbindelsen foreslås at skulle være en skråstagsbro i kombination med en bjælkebro samt en dæmning og vil koste 22,2 mia. kr. Derudover vil forbindelsen blive en betalingsbro og det vil koste 102 kr. for biler og 269 kr for lastbiler at benytte broen. Brugerbetalingen er ikke nok til at dække udgifterne i forhold til en tilbagebetalingstid på 40 år, så det vil kræve et tilskud på 11,4 mia. for at det vil kunne hænge sammen økonomisk. Derudover vil forbindelsen ikke være samfundsøkonomisk rentable, da den interne rente ligger på 3,1. For at være samfundsøkonomisk rentabel skal den interne rente ligge på 3,2.
Hvis broen eller tunnelen bliver lavet, vil det være Danmarks eneste betalingsmotortrafikvej, efter at den ny fjordforbindelse ved Frederikssund fik afskaffet brugerbetalingen den 1. januar 2022.